# Druidák (film)
Druidák vagy Druidák alkonya (eredeti francia nyelvű címe Vercingétorix – La légende du druide roi – jelentése: „Vercingetorix: A druida-király legendája”, – angol nyelvű címe Druids), 2001-ben bemutatott francia–belga–kanadai történelmi kalandfilm-dráma, Jacques Dorfmann rendezésében, nemzetközi szereplőgárdával, Christopher Lambert, Klaus Maria Brandauer, Inés Sastre, Maria Kavardzsikova, Bernard-Pierre Donnadieu és Max von Sydow főszereplésével. A cselekmény Julius Caesar első galliai hadjáratát dolgozza fel, erősen romantizált és hatásvadász szemlélettel. A történet tárgyi tévedéseinek sokasága és a megvalósítás hibái miatt a filmet a kritika erősen lehúzta, a közönség érdeklődése is elmaradt az elvárttól. A film és alkotói Franciaországban három „Arany bidé-díjat” kaptak, a legrosszabb forgatókönyvért, a legrosszabb színészi játékért (Christopher Lambert) és a legrosszabb rendezésért (Jacques Dorfmann). A filmet Bulgáriában forgatták, a stáblistán bolgár színészek is szerepelnek.

## Cselekmény
I. e. 60-ban Galliában üstököst látnak az égen, és ezt úgy értelmezik, hogy Galliának új királya támad. Guttuart fő-druida elmegy Gergoviába, az arvernus törzs fővárosába, a gall törzsfők és druida főpapok gyűlésére, ahol Celtillus, az arvernus törzs főnöke elnököl. Celtillus fia, Vercingetorix és Epona hercegnő belopóznak, és figyelik a gyűlést. Celtillus elmondja, hogy a gallok az ősi királyság helyére az arisztokratikus köztársaságot helyezték, ahol úgymond „a gazdagok egyre gazdagabbak, a szegények egyre szegényebbek lesznek”. Felhívja a figyelmet, hogy a szétforgácsolt gall köztársaságokat északról a teutonok, délről a Római Birodalom inváziója fenyegeti, ezért Galliát ismét egy közös király alatt kell egyesíteni. Felmutatja az ősi gall királyok koronáját, amit ő maga kíván viselni. Öccse, Gobannitius, aki bátyja helyére pályázik, jelez egy álruhás merénylőnek, aki nyíllal meglövi Celtillust. Gobannitius letartóztatja sebesült bátyját, és saját magát nyilvánítja az avernusok törzsfőjévé. Vercingetorix közbe akar lépni, de Guttuart visszatartja, a „sors” nevében. Celtillust elevenen máglyán megégetik, Vercingetorix bosszút esküszik. Guttuart elviszi a fiút Rhiához, a harcos druida papnőhöz, aki kitanítja a kardforgatásra, harcművészetekre és varázslásra.
Néhány év múlva Vercingetorix felnőtt fiatalemberként készül a bosszúra. Guttuart fő-druida nagy sorsfordulót jövendöl neki, de homályos, sybillai jóslatait nem értelmezik helyesen. Egy épülő római úton találkoznak Julius Caesarral és római légiósaival. Guttuart az erdőbe menekül, mert Caesar üldözi a druidák vallását. Az ifjú Vercingetorix bevárja Caesart, és hetykén üdvözli. Néhány ismerkedő szó után Caesar ott helyben elismeri a fiatalembert az arvernusok törzsfőjeként, és meghívja az arvernusokat a Britannia elleni római hadjáratba, nekik ígérve a zsákmány felét. Vercingetorix elmegy Gergoviába, egy hanyag mozdulattal megöli bitorló nagybátyját, Gobannitiust, vérbosszút állva apja gyilkosán. Az arvernusok a gazdag zsákmány reményében lelkesen csatlakoznak Caesar britanniai expedíciójához. Bibractéban, a haeduus törzs székhelyén összegyűlnek a gall törzsfők, hogy meghallgassák Caesar haditervét. Dumnorix, a haeduus törzsfő kételkedik a hadjárat sikerében, ezért Caesar túszként lefogatja Dumnorix gyermekeit.
Caesar hívatja Vercingetorixot, és felajánlja neki, hogy Róma nevében őt ismerné el az egyesített gall törzsek közös királyaként, és odanyújtja neki a gall királyok ősi koronáját. Vercingetorix elutasítja, mondván: a királyt a „sorsnak” kell kijelölnie. Közben Dumnorix összeütközésbe kerül egy római helyőrséggel, Caesar arra utasítja Vercingetorixot, hogy fogja el vezértársát. Vercingetorix rátalál Dumnorixra, akitől megtudja, hogy apjának, Celtillusnak halálát a rómaiak tervelték ki és irányították. Két római, akik követte Vercingetorixot, meggyilkolja Dumnorixot. Vercingetorix egyiküket megöli, a másikat visszaküldi Caesarhoz, hogy tudassa vele: addigi szövetségese mostantól ellensége.
Gergoviában Vercingetorixot az arvernus törzs fejévé választják. Ő a rómaiak elleni harcban a felperzselt föld taktikáját alkalmazza. Miután Vercingetorix leöli az avaricumi római helyőrséget, Caesar lemészároltatja Avaricum összes gall lakosát, majd seregével Gergoviába vonul. Ide érkezik a haeduus törzsi had is, de amikor meghallják az avaricumi mészárlás hírét, felmondják Rómával kötött szövetségüket. Caesar megátkozza az összes gallokat, és visszavonul seregével.
A gall törzsfők megválasztják Vercingetorixot az egyesített gall sereg főparancsnokává, és felszólítják, űzze ki a rómaiakat Galliából. Közben Caesar gall-ellenes paktumot köt a Rajnán túl élő, rettegett teutonokkal. Vercingetorix Alesiába vonul, amelyet Caesar hatalmas sereggel ostrom alá vesz. Az alesiai csata során a rómaiak circumvallatiót (körsáncot) építenek a város köré, csapdába ejtve Vercingetorixot és seregeit. Késve bár, de megérkezik a gall felmentő sereg, amely Vercingetorix parancsára bekeríti az ostromló rómaiakat. Caesar látja, hogy a két gall sereg közé szorított ostromló seregét hamarosan kiéheztetik, de váratlan fordulat következik: a gall törzsfők azt kívánják Vercingetorixtól, mérjen döntő csapást a rómaiakra. Vercingetorix vonakodva beleegyezik, a gallok megrohanják a római körsáncot. Az erődsánc azonban kitart, a rómaiak nyílzáporral és vetődárdákkal pusztítják a gallokat. Caesar beveti a teuton sereget is, a gallok teljes vereséget szenvednek. Vercingetorix leteszi a fegyvert és meghódol Caesarnak. A rómaiak meghódítják és alávetik Galliát. A záró narráció szerint Vercingetorixot Caesar saját foglyaként elhurcolta, és diadalmenete után kivégeztette. Két évvel később, i. e. 44 március idusán Caesart ellenségei a római szenátusban meggyilkolták.

## Szereposztás
| Szerep                                         | Színész                            | Magyar hangja (1. szinkron) |
| ---------------------------------------------- | ---------------------------------- | --------------------------- |
| Vercingetorix, Celtillus fia                   | Christopher Lambert                | László Zsolt                |
| Celtillus arvernus törzsfő                     | N/A                                | N/A                         |
| Gobannitius, Celtillus öccse                   | Aubert Pallascio                   | N/A                         |
| Julius Caesar                                  | Klaus Maria Brandauer              | Szabó Sipos Barnabás        |
| Guttuart, fő-druida                            | Max von Sydow                      | Ujréti László               |
| Epona hercegnő                                 | Inés Sastre                        | Németh Borbála              |
| Dumnorix, a haeduus törzs főnöke               | Bernard-Pierre Donnadieu           | Besenczi Árpád              |
| Rhia, harcos papnő                             | Maria Kavardzsikova (Kavardjikova) | Farkasinszky Edit           |
| Cassivelaun arvernus vezér (Vercassivellaunos) | Denis Charvet                      | N/A                         |
| Moscatos, arvernus vezér                       | Vincent Moscato                    | N/A                         |
| Litavic haeduus vezér (Litaviccos)             | Yannis Baraban                     | N/A                         |
| Teuton vezér                                   | Jean-Pierre Rives                  | N/A                         |
| Öreg avernus                                   | Dzsoko Roszics (Jocko Rossitch)    | Izsóf Vilmos                |
| Narrátor hangja                                | Claude Brasseur                    | N/A                         |

## További információ
- Druidák a PORT.hu-n (magyarul)
- Druidák az Internetes Szinkronadatbázisban (magyarul)
- Druidák az Internet Movie Database-ben (angolul)
- Druidák a Rotten Tomatoeson (angolul)
- Druidák a Box Office Mojón (angolul)
- Vercingétorix, la légende du druide roi (francia nyelven). AlloCiné.fr
- The Druids / Vercingetorix (2001) (angol nyelven). Collections Search British Film Institute (BFI.org.uk). (Hozzáférés: 2023. október 18.)[halott link]
- Druids – Der letzte Kampf gegen Rom (német nyelven). Filmdienst.de